# 유세프 나세르
유세프 나세르 알술레이만(아랍어: يوسف ناصر, Yousef Nasser Al-Sulaiman, 1990년 10월 9일 ~ )은 흔히 유세프 나세르로 잘 알려진 쿠웨이트의 축구 선수이다. 포지션은 공격수이며, 쿠웨이트 SC와 쿠웨이트 축구 국가대표팀에서 활약하고 있다.